# Bryce DeWitt
Bryce Seligman DeWitt (Dinuba, 8 gennaio 1923 – Austin, 23 settembre 2004) è stato un fisico statunitense.
Tra i protagonisti della fisica teorica moderna, si è occupato soprattutto di meccanica quantistica e cosmologia, elaborando la base per una formulazione della gravità quantistica e fornendo importanti contributi alle teorie di scala, al comportamento delle radiazioni nello spaziotempo curvo e all'analisi numerica della relatività generale.
Viene spesso indicato come uno dei principali sostenitori della dell'Interpretazione a molti mondi della meccanica quantistica, per quanto tale argomento sia sempre stato ai margini dei suoi interessi scientifici.

## Biografia
Dopo aver terminato all'età di 16 anni la Middlesex School di Concord (Massachusetts) si iscrisse ad Harvard preferendo questa università al Caltech, dove pure era stato ammesso, per la presenza di una rinomata squadra di canottaggio. Si laureò in fisica nel 1943. Esonerato suo malgrado dal servizio militare a causa della laurea, declinò l'offerta di Robert Oppenheimer per la partecipazione a un progetto di ricerca segreto, da condursi in un luogo ignoto; ne accettò invece l'invito a collaborare con il Progetto Manhattan presso il Calutron di Berkeley, in California, dove rimase par alcuni mesi.
Nel gennaio 1944, non ritenendo necessaria la sua preparazione per svolgere il lavoro a Berkeley e nell'intento di fornire un contributo diretto allo sforzo bellico, si arruolò in marina per diventare pilota. La seconda guerra mondiale, tuttavia, finì prima che venisse inviato al fronte. Tornato ad Harvard nel 1946, iniziò sotto la supervisione di Julian Schwinger la sua tesi di dottorato sulla quantizzazione del campo gravitazionale, un argomento che divenne il fulcro della sua attività di ricerca per il resto della carriera. Impegnato dal 1949 all'Institute for Advanced Study, negli anni successivi fece diversi soggiorni di perfezionamento all'ETH di Zurigo, al Tata Institute of Fundamental Research di Bombay e all'Ecole d'Eté de Physique Théorique di Les Houches, in Francia, fondata dalla moglie Cécile, anch'ella fisico.
Dal 1952 al 1955 lavorò presso il Lawrence Livermore National Laboratory specializzandosi nel calcolo idrodinamico in 2+1 dimensioni. Dal 1956 si trasferì, su invito di John Wheeler, alla Università del North Carolina a Chapel Hill per dirigerne l'Istituto di fisica dei campi, dove scoprì le proprietà fondamentali delle funzioni di Green nello spazio-tempo curvo e avviò il suo lavoro sulla gravità quantistica covariante, non legata all'hamiltoniano. Il suo nome è rimasto legato a quello di Wheeler non solo da una lunga amicizia ma anche dalla Equazione Wheeler-DeWitt, che ha avuto larga applicazione nei problemi di cosmologia quantistica. Ottenne la cattedra di fisica nello stesso istituto nel 1962.
Nel 1964 pubblicò un importante lavoro sulla teoria dinamica di gruppi e campi (The Dynamical Theory of Groups and Fields) e negli anni successivi si dedicò all'estensione dei risultati di Richard Feynman nella quantizzazione della gravità e dei campi di gauge non abeliani nella teoria perturbativa oltre il primo ordine. Tali lavori vennero pubblicati in gran parte solo nel 1967, poche settimane prima che gli stessi risultati venissero presentati da Faddeev e Popov. Le nuove particelle introdotte da Feynman e studiate da DeWitt sono ora note con il nome dei due studiosi russi (ghost di Faddeev-Popov).
Dopo essere stato rifiutato dalla Università di Stanford per l'opposizione di Felix Bloch, DeWitt si trasferì nel 1972 presso la Università del Texas ad Austin, dove lavorò a fianco della moglie dividendosi tra i campi della fisica e dell'astronomia; i due studiosi diressero insieme, tra l'altro, una spedizione scientifica in Mauritania per aggiornare gli esperimenti classici di deviazione della luce. Negli stessi anni DeWitt si adoperò anche per favorire il trasferimento ad Austin di Wheeler.
Negli primi anni trascorsi in Texas, DeWitt si dedicò ai problemi della collisione tra buchi neri e a quelli legati alla teoria quantistica dei campi nello spazio-tempo curvo, oltre a continuare i suoi studi precedenti riguardo a un approccio non legato all'hamiltoniano per la teoria quantistica dei campi.
Alla fine degli anni ottanta pubblicò un testo sulle supervarietà (Supermanifolds) nel quale si trovano riuniti per la prima volta in modo sistematico una serie di argomenti connessi che non erano mai stati trattati in modo unitario (supertracce, superdeterminanti, supergruppi di Lie, ecc.) e viene presentata una topologia per la loro integrazione che è ora nota con il nome di topologia di DeWitt.
Rimase alla University of Texas fino alla fine della sua carriera, prima come titolare della cattedre di fisica Jane and Roland Blumberg (dal 1986) e poi come Professor Emeritus.
La summa del suo pensiero è The Global Approach to Quantum Field Theory, pubblicato nel 2003, nel quale DeWitt descrisse compiutamente la sua visione della fisica teorica presentando l'insieme dei risultati della sua elaborazione del campo, con numerosi elementi di novità.
DeWitt era sposato dal 1951 con la collega francese Cécile DeWitt-Morette, titolare della cattedra di fisica Jane and Roland Blumberg Centennial Professor Emeritus presso il campus di Austin dell'Università del Texas.
Morì per cancro del pancreas ad Austin e venne sepolto in Francia.

## Riconoscimenti
Ha vinto la Medaglia Dirac dell'International Centre for Theoretical Physics di Trieste, il Premio Pomeranchuck dell'Istituto di fisica Teorica e Sperimentale di Mosca e il Premio Einstein dall'American Physical Society nel 2005. È stato membro della National Academy of Science e dell'American Academy of Arts and Letters.